# Harry Potter et le Prince de sang-mêlé (film)
Pour le livre, voir Harry Potter et le Prince de sang-mêlé.
Série Harry Potter
L'Ordre du Phénix
(2007) Harry Potter et les Reliques de la Mort, partie 1
(2010)
Pour plus de détails, voir Fiche technique et Distribution.
Harry Potter et le Prince de sang-mêlé (Harry Potter and the Half-Blood Prince) est un film britanno-américain de David Yates, sorti en 2009.
Il est adapté du roman du même nom de J. K. Rowling et constitue le sixième volet de la série de films Harry Potter. Il est précédé par Harry Potter et l'Ordre du Phénix et suivi par Harry Potter et les Reliques de la Mort, partie 1.

## Synopsis
Après la bataille au Département des Mystères survenue quelques semaines auparavant, le ministère de la magie a rendu public le retour de Voldemort. Le mage noir et ses disciples exercent désormais leur pouvoir sur le monde entier. Sorciers comme Moldus sont maintenant en danger. Des mangemorts apparaissent à Londres et provoquent l'effondrement du Millennium Bridge, tout en kidnappant au passage le fabricant de baguettes, Ollivander.
Durant l'été, Harry, qui vient de fêter son seizième anniversaire, rencontre Albus Dumbledore dans une gare. Le vieux directeur, avec l'aide de Harry, veut essayer de convaincre un ancien professeur de l'école, Horace Slughorn, de reprendre sa place à Poudlard. Slughorn accepte. Après cela, Harry se rend au Terrier, chez les Weasley, et retrouve Ron et Hermione.
Au même moment, Bellatrix Lestrange et sa sœur Narcissa Malefoy se rendent chez Severus Rogue. Narcissa avoue que Voldemort a confié à Drago une mission très importante et elle a peur qu'il échoue. Rogue jure qu'il protégera Drago au péril de sa vie et le suppléera le cas échéant en faisant un Serment Inviolable.
Dans le monde de la magie, Harry, Ron et Hermione se rendent sur le chemin de Traverse. Là, ils surprennent Drago Malefoy et sa mère se rendant à une espèce de cérémonie dans l'allée des Embrumes, ce qui intrigue fortement Harry.
Quelques jours plus tard, dans le Poudlard Express, Harry annonce à Ron et à Hermione qu'il pense que Drago est devenu un mangemort en ayant succédé à son père Lucius Malefoy. Comme ces derniers ne le croient pas, Harry se rend secrètement dans le wagon des Serpentard caché sous sa Cape d'Invisibilité afin d'espionner Drago. Mais celui-ci le surprend et, grâce à un sort, l'immobilise. Arrivé à Poudlard, Harry est finalement délivré du maléfice par Luna Lovegood et rejoint les autres. Durant le banquet de début d'année, Dumbledore annonce que Horace Slughorn remplacera Rogue au poste de maître des potions, Rogue prenant quant à lui la place de professeur de Défense Contre les Forces du Mal. Le directeur prie également les élèves de se montrer prudents, étant donné que Voldemort est revenu et que beaucoup de meurtres ont lieu un peu partout dans le monde. Cependant, Poudlard est bien protégé.
Alors que l'année commence, Harry récupère le livre de potions de sixième année d'un certain « prince de Sang-Mêlé » et devient un as en potions, au grand dam d'Hermione. Mais il est de plus en plus obsédé par l'identité de ce mystérieux « prince de sang-Mêlé ». Lors d'une sortie à Pré-au-Lard, le trio est témoin de l'accident d'une élève, Katie Bell, dû à un collier ensorcelé qui était destiné au professeur Dumbledore. Harry suspecte immédiatement Malefoy et se met à suivre les moindres mouvements de ce dernier dans le château, avec l'aide de la Carte du Maraudeur. Il soupçonne aussi Rogue de vouloir prêter main-forte à Drago dans une périlleuse mission que Voldemort lui aurait ordonné d'accomplir.
Après un match de Quidditch, Ron se met à sortir avec une élève de Gryffondor, Lavande Brown, ce qui a pour effets de rendre Hermione extrêmement jalouse, au point de refuser de lui adresser la parole. Hermione et Ron entrent alors en conflit et ne se parlent plus, résignés à faire abstraction des sentiments qu'ils éprouvent l'un pour l'autre. Elle se met à sortir avec un membre de l'équipe de Quidditch, Cormac McLaggen afin d'énerver Ron, tandis que Harry se rend compte des sentiments qu'il éprouve pour Ginny, la jeune sœur de son ami Ron, mais il refuse de lui avouer.
Vers Noël, alors qu'ils sont en vacances au Terrier, Harry et les Weasley subissent une attaque des mangemorts, qui détruisent la maison. En parallèle, Dumbledore donne des cours particuliers sur le passé de Voldemort à Harry en lui montrant des souvenirs provenant de la mémoire de diverses personnes, à l'aide de la Pensine se trouvant dans son bureau. Tout ceci est destiné à en apprendre plus sur le passé de Voldemort pour pouvoir mieux le détruire. Cependant, un des souvenirs capitaux sur le plus grand secret de Voldemort a été falsifié par Horace Slughorn en personne. Dumbledore charge alors Harry de récupérer le véritable souvenir, qui se révélera être extrêmement précieux pour la chute du mage noir.
Par la suite, Ron est empoisonné par le contenu d'une bouteille d'hydromel, après avoir avalé par erreur un philtre d'amour. Harry soupçonne une nouvelle fois Drago et se lance à sa recherche dans le château. Il le retrouve bientôt en pleurs dans les toilettes. Lorsque Drago le surprend en train de l'espionner, il l'attaque et les deux jeunes sorciers se battent en duel magique. Pour se défendre, Harry utilise le sortilège Sectumsempra (provenant du livre du prince de Sang-Mêlé) sur Drago, ce qui a pour effet de causer des blessures effroyables sur tout son corps, qui seront guéries par Rogue. Prenant conscience que le livre de potions est dangereux, Harry se rend dans la Salle sur Demande avec Ginny afin de s'en débarrasser. La jeune femme, amoureuse de Harry depuis de nombreuses années, l'embrasse pour la première fois, avant de dissimuler le livre dans l'immensité de la Salle.
Sur les conseils de Ron et d'Hermione (qui se sont réconciliés entretemps), Harry boit la potion de chance, Felix Felicis, afin de récupérer le souvenir de Slughorn. Lors de l'enterrement de l'immense araignée Aragog qui se déroule chez Hagrid, Harry convainc le maître des potions de lui livrer son souvenir. Le professeur, d'abord hésitant, se décide finalement à accepter sa demande. Après avoir rempli sa mission, Harry se rend dans le bureau de Dumbledore et lui remet le précieux souvenir.
Ce dernier leur révèle que, dans sa jeunesse, Voldemort a créé six Horcruxes (ne sachant pas que Harry est le septième), des objets maléfiques dans lequel un sorcier cache une partie de son âme, avant de les dissimuler quelque part pour empêcher leur propriétaire de mourir. Harry apprend que deux des six Horcruxes que Voldemort a créés ont déjà été détruits : le journal intime de Tom Jedusor, par lui-même lors de sa seconde année avec un crochet de Basilic, et la bague d'Elvis Marvolo Gaunt, le grand-père de Voldemort, ayant ensuite appartenu à la mère de Voldemort, que Dumbledore a lui-même détruite avant le début de l'année scolaire. Les quatre Horcruxes restants, inconnus, sont toujours intacts et dissimulés quelque part dans le monde.
Le lendemain, Dumbledore emmène Harry dans une sinistre caverne au fond d'une grotte située au bord de la mer, où il soupçonne Voldemort d'avoir dissimulé un de ses Horcruxes. Cette caverne se révèle être peuplée d'Inferi (des cadavres ramenés à la vie par un maléfice). Au cours de maintes péripéties durant lesquelles Dumbledore se voit obligé d'avaler une potion empoisonnée, Harry trouve un médaillon ayant autrefois appartenu à Salazar Serpentard, reposant au fond d'une bassine.
Après avoir échappé à l'armée d'Inferi, Harry et Dumbledore reviennent à Poudlard et découvrent que l'école est envahie par les mangemorts, menés par Bellatrix Lestrange et par le loup-garou Fenrir Greyback que Drago Malefoy a fait venir. Piégé au sommet de la Tour d'Astronomie, le vieux directeur est désarmé par Malefoy, qui s'apprête à le tuer après lui avoir montré la Marque des Ténèbres qu'il porte sur son bras. C'est à ce moment-là que Bellatrix et les mangemorts débarquent au sommet de la tour, puis Rogue. Mis sous pression par sa tante, Drago n'a néanmoins pas le courage de tuer Dumbledore, et c'est finalement Rogue qui le fait à sa place en utilisant le sortilège Avada Kedavra, sous les yeux impuissants de Harry.
Après avoir fait apparaître la Marque des Ténèbres dans le ciel, les mangemorts fuient l'école après l'avoir dévastée et incendié la cabane d'Hagrid. Là, Rogue déclare alors à Harry être le prince de Sang-Mêlé.
Quelques minutes plus tard, les élèves et les professeurs, réveillés par le vacarme, découvrent, choqués, le corps sans vie de Dumbledore dans le parc, au pied de la Tour d'Astronomie. Agenouillé auprès de la dépouille de Dumbledore, Harry récupère le médaillon qu'ils avaient trouvé plus tôt dans la soirée. Il se rend alors compte que le médaillon qu'il tient entre les mains est un faux et qu'un certain « R.A.B. » a laissé un message à l'intérieur à l'intention du Seigneur des Ténèbres, disant qu'il avait déjà trouvé le véritable Horcruxe et s'en était emparé, avec l'intention de le détruire.
Au lendemain de la mort de Dumbledore, Harry montre le message du fameux « R.A.B. » à Ron et à Hermione, et décide de quitter l'école pour rechercher les Horcruxes de Voldemort, dans le but de les détruire. Ron et Hermione décident alors de l'accompagner dans cette périlleuse mission.

## Fiche technique
Sauf indication contraire, les informations mentionnées dans cette section peuvent être confirmées par la base de données cinématographiques IMDb,  présente dans la section « Liens externes ».
- Titre : Harry Potter et le Prince de sang-mêlé
- Titre original : Harry Potter and the Half-Blood Prince
- Réalisation : David Yates
- Scénario : Steven Kloves, adapté du roman homonyme de J. K. Rowling
- Musique : Nicholas Hooper
  - Thème principal : John Williams
- Décors : Stuart Craig
- Costumes : Jany Temime
- Photographie : Bruno Delbonnel
- Montage : Mark Day, Wily Tyïght
- Production : David Heyman, David Barron; Lionel Wigram (exécutif)
- Sociétés de production : Warner Bros. Pictures et Heyday Films
- Société de distribution : Warner Bros. Pictures
- Budget : 250 millions de dollars
- Pays de production :  États-Unis et  Royaume-Uni
- Langue originale : anglais
- Genres : Fantasy
- Durée : 153 minutes[1]
- Dates de sortie : 
  - Belgique, Canada, États-Unis, France, Royaume-Uni, Suisse : 15 juillet 2009
- Classification : 
  - Belgique : déconseillé aux moins de 12 ans[2]
  - France : déconseillé aux moins de 10 ans[3]

## Distribution

### Principaux
- Daniel Radcliffe  (VF : Kelyan Blanc, VQ : Émile Mailhiot) : Harry Potter
- Rupert Grint  (VF : Olivier Martret, VQ : Xavier Dolan) : Ron Weasley
- Emma Watson  (VF : Manon Azem, VQ : Stéfanie Dolan) : Hermione Granger

### Personnel de Poudlard
- Michael Gambon  (VF : Marc Cassot, VQ Hubert Fielden) : Albus Dumbledore
- Jim Broadbent  (VF : Roger Carel, VQ : André Montmorency) : Horace Slughorn
- Alan Rickman  (VF : Claude Giraud, VQ Daniel Picard) : Severus Rogue
- Maggie Smith  (VF : Mireille Delcroix, VQ Claudine Chatel) : Minerva McGonagall
- Robbie Coltrane  (VF : Achille Orsoni, VQ Guy Nadon) : Rubeus Hagrid
- David Bradley (VF : Jean Lescot, VQ : Raymond Bouchard) : Argus Rusard
- Warwick Davis (VF : Éric Missoffe) : Filius Flitwick
- Gemma Jones : Madame Pomfresh

### Élèves de Poudlard
- Tom Felton  (VF : Dov Milsztajn, VQ : Sébastien Reding) : Drago Malefoy
- Bonnie Wright  (VF : Margaux Laplace, VQ : Adèle Trottier-Rivard) : Ginny Weasley
- Evanna Lynch  (VF : Émilie Rault, VQ : Catherine Brunet) : Luna Lovegood
- Jessie Cave  (VF : Jessica Monceau, VQ : Rosemarie Houde) : Lavande Brown
- Freddie Stroma  (VF : Alexandre Guanse, VQ Nicolas Bacon) : Cormac McLaggen
- Matthew Lewis  (VF : Romain Larue, VQ : Roxan Bourdelais) : Neville Londubat
- Georgina Leonidas  (VF : Camille Bechon, VQ : Charlotte Mondoux) : Katie Bell
- Alfred Enoch : Dean Thomas
- Devon Murray : Seamus Finnigan
- Louis Cordice : Blaise Zabini
- Anna Shaffer : Romilda Vane

### Mangemorts
- Helena Bonham Carter  (VF : Marie Zidi, VQ : Pascale Montreuil) : Bellatrix Lestrange
- Hero Fiennes-Tiffin  (VF : Max Renaudin) : Tom Elvis Jedusor à 11 ans (souvenir)
- Frank Dillane  (VF : Théo Gebel, VQ : Aliocha Schneider)  : Tom Elvis Jedusor à 16 ans (souvenir)
- Dave Legeno : Fenrir Greyback
- Timothy Spall : Queudver

### Communauté Magique
- Mark Williams  (VF : Philippe Bellay, VQ : Benoit Rousseau) : Arthur Weasley
- Julie Walters  (VF : Catherine Lafond, VQ : Johanne Léveillé) : Molly Weasley
- James Phelps  (VF : Guillaume Légier, VQ : Renaud Paradis) : Fred Weasley
- Oliver Phelps  (VF : Guillaume Légier, VQ : Renaud Paradis) : George Weasley
- David Thewlis  (VF : Guillaume Lebon, VQ : Alain Fournier) : Remus Lupin
- Natalia Tena  (VF : Audrey Lamy, VQ : Kim Jalabert) : Nymphadora Tonks
- Helen McCrory  (VF : Laëtitia Lefebvre, VQ : Anne Dorval) : Narcissa Malefoy

### Moldus
- Elarica Gallacher : la serveuse du bar

- Version française
  - Studio de doublage : Cinéphase
  - Direction artistique : Jenny Gérard
  - Adaptation des dialogues : Juliette Vigouroux et Alain Cassard

Sources et légende : version française (VF) sur AlloDoublage et version québécoise (VQ) sur Doublage Québec

## Production

### Genèse et développement
David Yates signe ici sa deuxième mise en scène pour la saga Harry Potter et continuera avec les deux parties du dernier épisode dont la première est sortie en novembre 2010 et la seconde en été 2011.
Le Français Bruno Delbonnel, qui avait notamment signé la photographie du film Le Fabuleux Destin d'Amélie Poulain de Jean-Pierre Jeunet, est également le directeur de la photographie du film.

### Attribution des rôles
Certains acteurs reprennent leur rôle, comme Daniel Radcliffe (Harry Potter), Emma Watson (Hermione Granger) et Rupert Grint (Ron Weasley). De nouveaux personnages font également leur apparition dans le film, comme leurs acteurs respectifs : c'est le cas de Helen McCrory pour le rôle de Narcissa Malefoy (elle devait jouer le rôle de Bellatrix Lestrange dans Harry Potter et l'Ordre du Phénix, mais sa grossesse lui a fait perdre ce rôle). Nous pouvons aussi noter l'apparition de Jim Broadbent dans le rôle d'Horace Slughorn. Les acteurs Jim Broadbent, Tom Felton (Drago Malefoy) et Mark Williams (Arthur Weasley) avaient déjà joué ensemble dans le film Le Petit Monde des Borrowers.

### Tournage
Le film a été notamment tourné en Irlande. De nouveaux lieux ont été présentés dans ce film, comme Weasley & Weasley, Farces pour sorciers facétieux sur le chemin de Traverse, ou la tour d'astronomie. Des lieux comme l'impasse du Tisseur, l'orphelinat Wool et Budly Babberton apparaissent également.

### Musique
La musique du film est composée par Nicholas Hooper, déjà auteur de celle de Harry Potter et l'Ordre du Phénix. L'album Harry Potter and the Half-Blood Prince sort en France le 20 juillet 2009.

## Accueil
Le film aurait dû initialement sortir le 26 novembre 2008. La Warner Bros en a décidé autrement, préférant étaler le calendrier de sortie de ses grosses productions sur l'année 2009, l'année 2008 ayant été plus que prolifique avec la sortie de The Dark Knight : Le Chevalier noir le 13 août 2008.

### Accueil critique
Sur l'agrégateur américain Rotten Tomatoes, le film récolte 83 % d'opinions favorables pour 277 critiques. Sur Metacritic, il obtient une note moyenne de 78⁄100 pour 36 critiques.
En France, le site Allociné propose une note moyenne de 3,6⁄5 à partir de l'interprétation de critiques provenant de 18 titres de presse.

### Box-office
| Pays ou région | Box-office        | Date d'arrêt du box-office | Nombre de semaines |
| -------------- | ----------------- | -------------------------- | ------------------ |
| Mondial        | 934 546 568 $     | 17 décembre 2009           | 22.3               |
| États-Unis     | 302 089 278 $     | 17 décembre 2009           | 22.3               |
| France         | 6 023 875 entrées | 22 septembre 2009          | 10                 |

- Avec un total de 934 millions de dollars de recettes, le film est le deuxième plus gros succès de l'année 2009 à travers le monde derrière Avatar (2 782 millions).
- Six millions de français ont vu le film, ce qui en fait le troisième plus gros succès de l'année 2009 en France derrière Avatar et L'Âge de glace 3.

## Distinctions

### Récompenses
- Teen Choice Awards : meilleur film d'action/aventure de l'été 2009
- MTV Movie Awards : Meilleur méchant pour Tom Felton

### Nominations
- Oscar de la meilleure photographie pour Bruno Delbonnel
- Scream Awards :
  - meilleur film fantastique
  - meilleure séquence
  - meilleurs effets spéciaux
  - meilleur acteur dans un film fantastique pour Daniel Radcliffe
  - meilleure actrice dans un film fantastique pour Emma Watson
  - meilleur second rôle (masculin) pour Rupert Grint
  - meilleur second rôle (féminin) pour Evanna Lynch
  - meilleure méchante pour Helena Bonham Carter
  - scène de l'année (l'attaque des mangemorts sur Londres)

## Autour du film

### Suites
- Harry Potter et les Reliques de la Mort, partie 1, réalisé par David Yates, est sorti au cinéma le 24 novembre 2010.
- Harry Potter et les Reliques de la Mort, partie 2, réalisé par David Yates, est sorti au cinéma le 13 juillet 2011.